# كلية العلوم التربوية والآداب (الأونروا)
كلية العلوم التربوية والآداب (الأونروا) أو جامعة ناعور هي كلية جامعية تابِعة لوكالة الغوث الدوليّة. تَقع هذه الكلية في الجانب الجنوبي الغربي لمدينة عمان في الأردن. ترتبِط هذه الكلية بمؤسستين تابعتين لوكالة الغوث الدولية هما: كلية تدريب عمان ومركز التطوير التربوي.
تتميّز هذه الكلية الجامعية عن غيرها من الجامعات بإستقطابها الطلبة من ذوي التحصيل الأكاديمي المرتفع في الثانوية العامة في الأردن من اللاجئين الفلسطينيين حيث يتم اختيار الطلبة للالتحاق بالجامعة تنافسياً ويكون الالتحاق بالكلية بالمجان (للمبعوثين) حيث تتكفل وكالة الغوث الدولية بنفقات تعليمهم وتقديم الخدمات الجامعية اللازمة لهُم. كما يتوفر في الجامعة برنامج الموازي (على نفقة الطالب الخاصة) للطلبة الراغبين بالالتحاق بالكلية ممن لم يصل تحصيلهم العلمي الحدود الدنيا للقبول في الكلية. والالتحاق بالكلية هو فقط لأبناء اللاجئين الفلسطينيين دون غيرهم.

## التخصصات
يتوفر في هذه الكلية الجامعية أربع تخصصات جامعية لِنيّل درجة البكالوريوس وهي:
1. اللغة الإنجليزية وآدابها.
2. اللغة العربية.
3. معلم صف.
4. جغرافيا.

## التاريخ
تأسست الجامعة في سنة 1993 في منطقة المقابلين في مدينة عمان. بهدف إعداد معلمين مؤهلين أكاديمياً وتربوياً للتدريس في مرحلة التعليم الأساسي في مدارس وكالة الغوث الدولية في الأردن؛ لرفع مؤهلات مدرسيها في أثناء الخدمة من حملة دبلوم كليات المجتمع إلى الدرجة الجامعية الأولى (البكالوريوس)، تماشياً مع مُتطلبات قانون وزارة التربية والتعليم في الأردن.
وفي سنة 2009 تم إضافة تخصُصين جديدين هما (تخصص اللغة العربية، وتخصص اللغة الإنجليزية)، وأصبح مُسمى الكلية حينئذ كلية العلوم التربوية والآداب.